# Outboard Marine Corporation

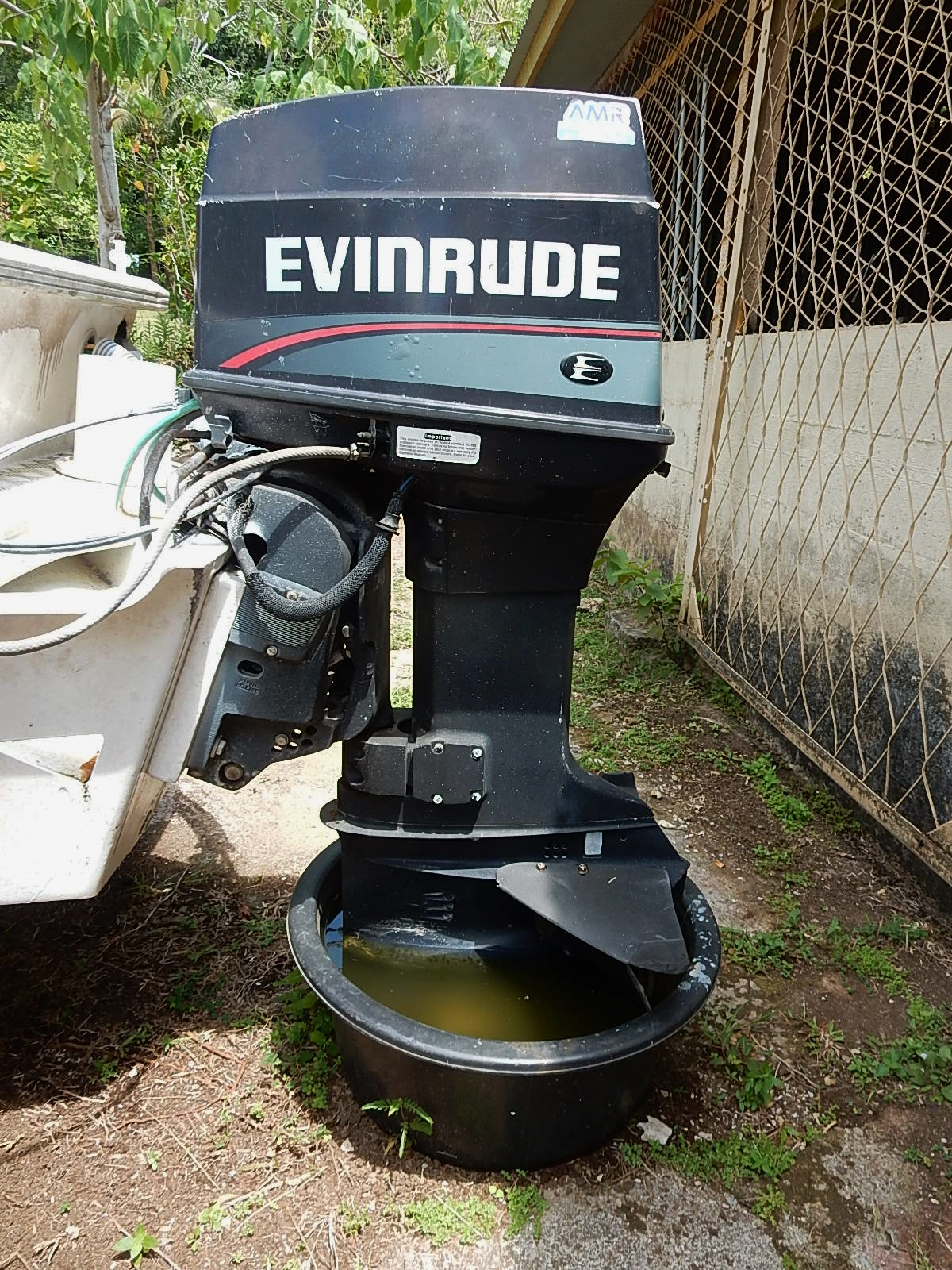
Evinrude utombordsmotor

Outboard Marine Corporation (OMC), ursprungligen Outboard Motor Company har varit världens största tillverkare av utombordsmotorer. Företaget grundades 1929 genom en sammanslagning av Evinrude, Elto och Lockwood Motors. Varumärkena Evinrude och Johnson ägs idag av Bombardier Recreational Products. Evinrude och Johnson hade under 1950-1980 rykte om sig att vara pålitliga, tåliga motorer, medan främste konkurrenten Mercury var mer inriktade på racing samt var snabbare att introducera ny teknik. Från 1995 har Evinrude introducerat och vidareutvecklat direktinsprutad 2-taktsteknik, först under namnet Ficht, senare under namnet E-TEC. De första Ficht-motorerna hade problem med sotning, misständning med mera, men OMC erbjöd kunderna en omfattande uppdatering av motorerna varefter de fungerade utmärkt. Ficht-motorerna var anpassningar av äldre förgasarmotorer, medan dagens E-TEC i grunden är byggda för direktinsprutning. Direktinsprutning av bränslet på 2-taktare innebär att bränsleförbrukningen reduceras dramatiskt, främst på lägre varvtal och laster, emissionerna reduceras likaså. Direktinsprutade 2-taktare förbrukar i princip samma mängd bränsle som motsvarande 4-taktare, medan de är betydligt accelerationssnabbare som resultat av lägre tröghetsmoment, direktinsprutningen samt att förbränning per cylinder sker varje varv.

## Historik
- 1929 Evinrude Motor Co slås ihop med Elto samt Lockwood Motors och bildar OMC, Outboard Motor Corporation
- 1930 OMC introducerar första utombordaren med elstart.
- 1931 OMC tar positionen som världens största tillverkare av utombordsmotorer från Johnson
- 1935 OMC:s produktion är drygt 17000 enheter per år (världens största tillverkare)
- 1936 Johnson Outboards köps av OMC
- 1947 OMC:s produktion är drygt 262000 enheter per år (världens största tillverkare)
- 1958 Starflite V4 introduceras
- 1962 Evinrude introducerar elektrisk växling
- 1982 Mikrodatorstyrd oljedosering införs.
- 1995 Ficht Fuel injection (direktinsprutad 2-taktsteknik) introduceras på alla Evinrude/Johnson V6.
- 2000 OMC ansöker om konkurs
- 2001 Evinrude och Johnson återuppstår inom Bombardier Recreational Products
- 2003 En vidareutvecklad version av Ficht direktinsprutning, E-TEC introduceras på 2 och 3-cylindriga motorer.
- 2004 Evinrudes introducerar E-TEC på de större 4-cylindriga samt V6-motorerna.
- 2008 Evinrude har E-TEC på alla motorer från 25 till 300 hkr